# Кільцевий (селище)
Кільцеви́й (рос. Кольцевой) — селище у складі Юргамиського району Курганської області, Росія. Входить до складу Карасинської сільської ради.
Населення — 77 осіб (2010, 82 у 2002).